# Opel Insignia (Studie)
Der Opel Insignia war ein Oberklassen-Konzeptfahrzeug der Automobilmarke Opel. Erstmals einer breiten Öffentlichkeit vorgestellt wurde das Modell auf der IAA 2003. Zweck der Studie war die Auslotung der technischen und ästhetischen Möglichkeiten einer in Konzept, Größe und Ausstattung dem Admiral bzw. Senator nachfolgenden Baureihe.

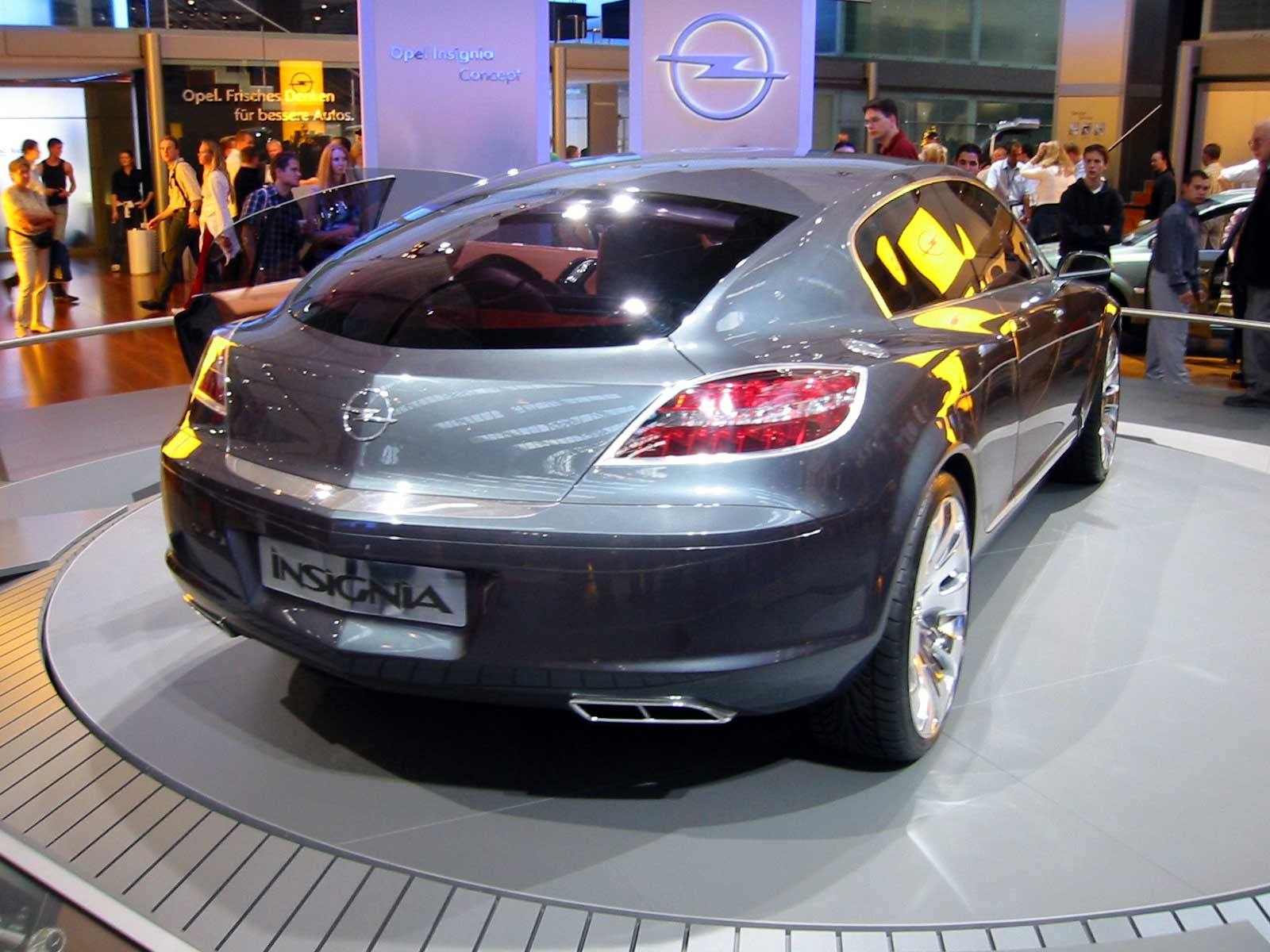
Opel Insignia auf der IAA 2003

Als Besonderheiten des Opel-Insignia-Konzeptes sind die hydropneumatische Fahrwerksfederung, der Pantograph-Mechanismus für das schiebetürenartige Öffnen und Schließen der hinteren Fahrzeugtüren, sowie der Heckklappe und die LED-Beleuchtungs-Technologie erwähnenswert.
Anfang 2005 gab Opel bekannt, dass dieses Konzept nicht in eine Serienfertigung umgesetzt werden könne, da es zu schwer, zu teuer und zu kompliziert sei. Die Oberklasselimousine blieb deshalb eine reine Konzeptstudie.
Der Nachfolger des Opel Vectra kam Ende 2008 unter dem Namen Opel Insignia auf den Markt, baut aber auf der Studie des Mittelklassewagens Opel GTC Concept auf.